# Ионов, Алексей Сергеевич
Алексе́й Серге́евич Ио́нов (род. 18 февраля 1989, Кингисепп, Ленинградская область) — российский футболист, правый вингер. Обладатель Кубка УЕФА (2007/08) и чемпион России (2010) в составе «Зенита». За карьеру выступал за 8 разных клубов российской премьер-лиги.

## Клубная карьера

### «Зенит»
Начал заниматься футболом в возрасте 5 лет в футбольной секции Василия Ивановича Бутакова. Воспитанник СДЮШОР «Зенит» (тренер — Владимир Молчанов). С 2007 года — футболист дублирующего состава «Зенита», с 2008 года — основного состава. В Кубке УЕФА сезона 2007/08 забил два гола. Первый мяч — во втором отборочном раунде словацкому «ВиОну» на 93-й минуте (2:0). Второй гол был забит немецкому «Нюрнбергу» на 79-й минуте, в 5-м туре группового раунда (2:2). За дублирующий/молодёжный состав в 2007—2009 годах провёл 47 игр, забил 12 голов. На тренировочных сборах, проводимых летом 2010 года, наигрывался на позицию левого защитника, хотя начинал карьеру в основном составе на позиции правого флангового нападающего. В рамках группового этапа Лиги Европы сезона 2010/11 Ионов забил два гола — хорватскому «Хайдуку» (3:2) и бельгийскому «Андерлехту» (3:1). В Суперкубке России 2011 против ЦСКА (1:0) забил победный гол на 73-й минуте матча. Первый гол за «Зенит» в чемпионате России забил 17 апреля 2011 года на 20 минуте матча в ворота «Амкара». 14 июня в матче против «Ростова» забил на 12-й секунде матча самый быстрый гол в истории «Зенита».

### С 2012 года
В январе 2012 года стали появляться слухи о возможном уходе Ионова. 10 января перешёл в краснодарскую «Кубань». Сперва он играл под 14-м номером, затем выбрал 10-й. 11 марта в гостевом матче против «Зенита» забил гол с пенальти и поклонился трибунам с болельщиками сине-бело-голубых. Стал лидером команды и помог ей по результатам сезона 2012/2013 впервые попасть в еврокубки.
3 июня 2013 года подписал четырёхлетний контракт с «Анжи». Проведя несколько матчей, был выставлен на трансфер в связи с тем, что «Анжи» объявил о смене вектора развития и решил избавиться от игроков с большой зарплатой. 29 августа 2013 года перешёл в московское «Динамо». Как игрок позже признал, на его переход повлияло личное приглашение тренера Дана Петреску, с которым он ранее работал в «Кубани». Первый гол за клуб забил в 10-м туре в ворота «Рубина» (2:2). В сезоне 2014/15 провёл свой лучший сезон в карьере, забив 13 голов во всех турнирах. 31 августа 2017 года клуб расторг контракт по соглашению сторон. За «Динамо» в различных турнирах сыграл 99 матчей, забил 22 мяча.
24 июня 2016 года было объявлено о переходе Ионова в ЦСКА на правах аренды сроком на один сезон с правом дальнейшего выкупа. Ионов провёл 24 игры за команду и забил 3 гола, отдал 3 голевые передачи, но ЦСКА решил не выкупать футболиста. 31 августа 2017 года перешёл в «Ростов».
15 октября 2020 года подписал контракт с ФК «Краснодар», рассчитанный до весны 2023 года. 17 октября 2020 года в домашнем матче 11 тура против «Рубина» (3:1) дебютировал за клуб. 14 марта 2021 года в гостевом матче 22 тура против «Тамбова» (0:4) забил первый гол. 17 апреля 2021 года в домашнем матче 26 тура против Зенита (2:2) на 7 минуте забил гол с передачи Кристоффера Олссона, а на 60 минуте с передачи Юрия Газинского забил второй мяч в матче, оформив дубль, и был признан лучшим игроком матча[значимость факта?].
22 февраля 2024 года на правах свободного агента заключил контракт с клубом «Урал» до конца сезона 2023/24 с опцией продления ещё на сезон.

## Карьера в сборной

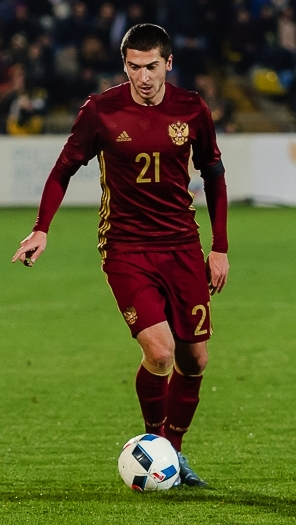
Ионов в составе сборной России

В 2006—2008 годах выступал за юношескую сборную России. В феврале 2009 года дебютировал в молодёжной сборной России. В товарищеском матче со сборной Беларуси Ионов вышел в стартовом составе и был удалён на 76 минуте. 11 марта 2011 года получил вызов в национальную сборную России и дебютировал за неё 29 марта в товарищеском матче против сборной Катара, выйдя в основном составе. 11 августа дебютировал в составе второй сборной России в товарищеском матче против молодёжной сборной России. В этом матче отметился забитым мячом, благодаря которому Россия-2 победила (2:1).
Вошёл в состав сборной России на чемпионат мира 2014 года в Бразилии. 10 сентября 2018 года оформил дубль в матче с Чехией. 11 июня 2019 года в четвёртом туре отборочного цикла чемпионата Европы 2020 года в матче против Кипра забил гол, ставший победным. 19 ноября 2019 года в заключительном десятом туре отборочного цикла чемпионата Европы 2020 года в матче против Сан-Марино забил свой четвёртый гол за сборную. В ходе отборочного цикла сыграл в 9 из 10 матчей сборной.

## Инциденты
2 ноября 2011 года Ионов был задержан за вождение в нетрезвом виде и оскорбление сотрудников полиции, в частности, по сведениям Геннадия Орлова, он сказал: «Да ты у меня через три дня, гаишник, будешь стирать носки мне». По словам пресс-секретаря ГУВД Петербурга, изначально Ионов находился на заднем сиденье своего автомобиля Infiniti. Во время проверки документов у девушки, сидевшей за рулём, Ионов перебрался на водительское сиденье и попытался уехать, однако был задержан. На него был наложен штраф в размере 2 тыс. рублей. Клуб «Зенит» осудил поступок футболиста и перевёл его в режим постоянного проживания на территории базы команды.

## Достижения
«Зенит»
- Чемпион России: 2010
- Обладатель Кубка России: 2009/10
- Обладатель Кубка УЕФА: 2007/08
- Обладатель Суперкубка России (2): 2008, 2011
- Бронзовый призёр чемпионата России: 2009

ЦСКА
- Серебряный призёр чемпионата России: 2016/17

Личные
- Включён в список 33 лучших футболистов чемпионата России (3): 2012/13, 2018/19, 2019/20 (№ 3)

## Статистика

### Клубная статистика
| Клуб                 | Сезон                | Лига | Лига | Кубки | Кубки | Еврокубки | Еврокубки | Стыковые | Стыковые | Итого | Итого |
| Клуб                 | Сезон                | Игры | Голы | Игры  | Голы  | Игры      | Голы      | Игры     | Голы     | Игры  | Голы  |
| -------------------- | -------------------- | ---- | ---- | ----- | ----- | --------- | --------- | -------- | -------- | ----- | ----- |
| Зенит (СПб)          | 2007                 | 0    | 0    | 1     | 0     | 3         | 2         | —        | —        | 4     | 2     |
| Зенит (СПб)          | 2008                 | 5    | 0    | 1     | 0     | 1         | 0         | —        | —        | 7     | 0     |
| Зенит (СПб)          | 2009                 | 10   | 0    | 1     | 0     | 0         | 0         | —        | —        | 11    | 0     |
| Зенит (СПб)          | 2010                 | 11   | 0    | 1     | 0     | 9         | 2         | —        | —        | 21    | 2     |
| Зенит (СПб)          | 2011/12              | 20   | 3    | 3     | 1     | 0         | 0         | —        | —        | 23    | 4     |
| Всего за «Зенит»     | Всего за «Зенит»     | 46   | 3    | 7     | 1     | 13        | 4         | 0        | 0        | 66    | 8     |
| Кубань               | 2011/12              | 7    | 1    | 0     | 0     | —         | —         | —        | —        | 7     | 1     |
| Кубань               | 2012/13              | 30   | 2    | 2     | 0     | —         | —         | —        | —        | 32    | 2     |
| Всего за «Кубань»    | Всего за «Кубань»    | 37   | 3    | 2     | 0     | 0         | 0         | 0        | 0        | 39    | 3     |
| Анжи                 | 2013/14              | 6    | 0    | 0     | 0     | 0         | 0         | —        | —        | 6     | 0     |
| Всего за «Анжи»      | Всего за «Анжи»      | 6    | 0    | 0     | 0     | 0         | 0         | 0        | 0        | 6     | 0     |
| Динамо (Москва)      | 2013/14              | 18   | 5    | 0     | 0     | —         | —         | —        | —        | 18    | 5     |
| Динамо (Москва)      | 2014/15              | 29   | 9    | 1     | 0     | 14        | 4         | —        | —        | 44    | 13    |
| Динамо (Москва)      | 2015/16              | 29   | 4    | 3     | 0     | —         | —         | —        | —        | 32    | 4     |
| Динамо (Москва)      | 2017/18              | 5    | 0    | 0     | 0     | —         | —         | —        | —        | 5     | 0     |
| Всего за «Динамо»    | Всего за «Динамо»    | 81   | 18   | 4     | 0     | 14        | 4         | 0        | 0        | 99    | 22    |
| → ЦСКА (Москва)      | 2016/17              | 24   | 3    | 2     | 0     | 3         | 0         | —        | —        | 29    | 3     |
| Всего за ЦСКА        | Всего за ЦСКА        | 24   | 3    | 2     | 0     | 3         | 0         | 0        | 0        | 29    | 3     |
| Ростов               | 2017/18              | 21   | 5    | 1     | 0     | —         | —         | —        | —        | 22    | 5     |
| Ростов               | 2018/19              | 25   | 6    | 5     | 0     | —         | —         | —        | —        | 30    | 6     |
| Ростов               | 2019/20              | 25   | 6    | 0     | 0     | —         | —         | —        | —        | 25    | 6     |
| Ростов               | 2020/21              | 9    | 1    | 0     | 0     | 1         | 0         | —        | —        | 10    | 1     |
| Краснодар            | 2020/21              | 19   | 4    | 1     | 0     | 2         | 0         | —        | —        | 22    | 4     |
| Краснодар            | 2021/22              | 24   | 2    | 1     | 0     | —         | —         | —        | —        | 25    | 2     |
| Краснодар            | 2022/23              | 27   | 7    | 11    | 0     | —         | —         | —        | —        | 38    | 7     |
| Всего за «Краснодар» | Всего за «Краснодар» | 70   | 13   | 13    | 0     | 2         | 0         | 0        | 0        | 85    | 13    |
| Ростов               | 2023/24              | 14   | 0    | 3     | 0     | —         | —         | —        | —        | 17    | 0     |
| Всего за «Ростов»    | Всего за «Ростов»    | 94   | 18   | 9     | 0     | 1         | 0         | 0        | 0        | 104   | 18    |
| Урал                 | 2023/24              | 12   | 3    | 3     | 0     | —         | —         | 2        | 0        | 17    | 3     |
| Урал                 | 2024/25              | 18   | 2    | 2     | 0     | —         | —         | —        | —        | 20    | 2     |
| Всего за «Урал»      | Всего за «Урал»      | 30   | 5    | 5     | 0     | 0         | 0         | 2        | 0        | 37    | 5     |
| Всего за карьеру     | Всего за карьеру     | 388  | 63   | 42    | 1     | 33        | 8         | 2        | 0        | 465   | 72    |

### Игры за сборную
| Матчи и голы Алексея Ионова за сборную России | Матчи и голы Алексея Ионова за сборную России | Матчи и голы Алексея Ионова за сборную России | Матчи и голы Алексея Ионова за сборную России | Матчи и голы Алексея Ионова за сборную России | Матчи и голы Алексея Ионова за сборную России |
| №                                             | Дата                                          | Соперник                                      | Счёт                                          | Голы Ионова                                   | Турнир                                        |
| --------------------------------------------- | --------------------------------------------- | --------------------------------------------- | --------------------------------------------- | --------------------------------------------- | --------------------------------------------- |
| 1                                             | 29 марта 2011                                 | Катар                                         | 1:1                                           | —                                             | Товарищеский матч                             |
| 2                                             | 6 сентября 2013                               | Люксембург                                    | 4:1                                           | —                                             | Отборочные матчи ЧМ-2014                      |
| 3                                             | 15 ноября 2013                                | Сербия                                        | 1:1                                           | —                                             | Товарищеский матч                             |
| 4                                             | 26 мая 2014                                   | Словакия                                      | 1:0                                           | —                                             | Товарищеский матч                             |
| 5                                             | 31 мая 2014                                   | Норвегия                                      | 1:1                                           | —                                             | Товарищеский матч                             |
| 6                                             | 3 сентября 2014                               | Азербайджан                                   | 4:0                                           | —                                             | Товарищеский матч                             |
| 7                                             | 12 октября 2014                               | Молдова                                       | 1:1                                           | —                                             | Отборочные матчи ЧЕ-2016                      |
| 8                                             | 15 ноября 2014                                | Австрия                                       | 0:1                                           | —                                             | Отборочные матчи ЧЕ-2016                      |
| 9                                             | 5 сентября 2015                               | Швеция                                        | 1:0                                           | —                                             | Отборочные матчи ЧЕ-2016                      |
| 10                                            | 17 ноября 2015                                | Хорватия                                      | 1:3                                           | —                                             | Товарищеский матч                             |
| 11                                            | 17 марта 2016                                 | Литва                                         | 3:0                                           | —                                             | Товарищеский матч                             |
| 12                                            | 7 сентября 2018                               | Турция                                        | 2:1                                           | —                                             | Лига наций 2018/19                            |
| 13                                            | 10 сентября 2018                              | Чехия                                         | 5:1                                           | 2                                             | Товарищеский матч                             |
| 14                                            | 11 октября 2018                               | Швеция                                        | 0:0                                           | —                                             | Лига наций 2018/19                            |
| 15                                            | 14 октября 2018                               | Турция                                        | 2:0                                           | —                                             | Лига наций 2018/19                            |
| 16                                            | 15 ноября 2018                                | Германия                                      | 0:3                                           | —                                             | Товарищеский матч                             |
| 17                                            | 20 ноября 2018                                | Швеция                                        | 0:2                                           | —                                             | Лига наций 2018/19                            |
| 18                                            | 24 марта 2019                                 | Казахстан                                     | 4:0                                           | —                                             | Отборочные матчи ЧЕ-2020                      |
| 19                                            | 8 июня 2019                                   | Сан-Марино                                    | 9:0                                           | —                                             | Отборочные матчи ЧЕ-2020                      |
| 20                                            | 11 июня 2019                                  | Кипр                                          | 1:0                                           | 1                                             | Отборочные матчи ЧЕ-2020                      |
| 21                                            | 6 сентября 2019                               | Шотландия                                     | 2:1                                           | —                                             | Отборочные матчи ЧЕ-2020                      |
| 22                                            | 9 сентября 2019                               | Казахстан                                     | 1:0                                           | —                                             | Отборочные матчи ЧЕ-2020                      |
| 23                                            | 10 октября 2019                               | Шотландия                                     | 4:0                                           | —                                             | Отборочные матчи ЧЕ-2020                      |
| 24                                            | 13 октября 2019                               | Кипр                                          | 5:0                                           | —                                             | Отборочные матчи ЧЕ-2020                      |
| 25                                            | 16 ноября 2019                                | Бельгия                                       | 1:4                                           | —                                             | Отборочные матчи ЧЕ-2020                      |
| 26                                            | 19 ноября 2019                                | Сан-Марино                                    | 5:0                                           | 1                                             | Отборочные матчи ЧЕ-2020                      |
| 27                                            | 3 сентября 2020                               | Сербия                                        | 3:1                                           | —                                             | Лига наций 2020/21                            |
| 28                                            | 6 сентября 2020                               | Венгрия                                       | 3:2                                           | —                                             | Лига наций 2020/21                            |
| 29                                            | 8 октября 2020                                | Швеция                                        | 1:2                                           | —                                             | Товарищеский матч                             |
| 30                                            | 11 октября 2020                               | Турция                                        | 1:1                                           | —                                             | Лига наций 2020/21                            |
| 31                                            | 14 октября 2020                               | Венгрия                                       | 0:0                                           | —                                             | Лига наций 2020/21                            |
| 32                                            | 12 ноября 2020                                | Молдова                                       | 0:0                                           | —                                             | Товарищеский матч                             |
| 33                                            | 15 ноября 2020                                | Турция                                        | 2:3                                           | —                                             | Лига наций 2020/21                            |
| 34                                            | 24 марта 2021                                 | Мальта                                        | 3:1                                           | —                                             | Отборочные матчи ЧМ-2022                      |
| 35                                            | 5 июня 2021                                   | Болгария                                      | 1:0                                           | —                                             | Товарищеский матч                             |
| 36                                            | 1 сентября 2021                               | Хорватия                                      | 0:0                                           | —                                             | Отборочные матчи ЧМ-2022                      |
| 37                                            | 7 сентября 2021                               | Мальта                                        | 2:0                                           | —                                             | Отборочные матчи ЧМ-2022                      |
| 38                                            | 11 ноября 2021                                | Кипр                                          | 6:0                                           | —                                             | Отборочные матчи ЧМ-2022                      |
| 39                                            | 14 ноября 2021                                | Хорватия                                      | 0:1                                           | —                                             | Отборочные матчи ЧМ-2022                      |

Итого: 39 матчей / 4 гола; 22 победы, 9 ничьих, 8 поражений.